# Tuszyn (Łódź-est)
Pour les articles homonymes, voir Tuszyn.
Tuszyn (prononciation [ˈtuʂɨn]) est une ville de Pologne, située au centre du pays dans la voïvodie de Łódź. 
Elle est le chef-lieu de la gmina mixte de Tuszyn  dans le powiat de Łódź-est.
Tuszyn se situe à environ 20 kilomètres (km) au sud de Łódź (capitale de la voïvodie) et à 147 kilomètres au sud-ouest de Varsovie (capitale de la Pologne).
Sa population s'élevait à 7 178 habitants en 2006 répartie sur une superfivie de 23.25 km².

## Administration
De 1975 à 1998, la ville était attachée administrativement à l'ancienne voïvodie de Piotrków.

Depuis 1999, elle fait partie de la nouvelle voïvodie de Łódź.

## Relations internationales

### Jumelages
La ville de Tuszyn est jumelée avec:
- Boutcha (Ukraine)